# Philip Stanhope de Chesterfield
Philip Dormer Stanhope, 4t comte de Chesterfield, KG, PC (22 de setembre de 1694 - 24 de març de 1773) va ser un estadista britànic, diplomàtic, home de lletres i aclamat pel seu enginy en el seu temps.

## Biografia
Era fill de Philip Stanhope, tercer comte de Chesterfield i de la seva dona, Lady Elizabeth Savile. Va estudiar al Trinity Hall, a Cambridge, i més tard va anar a fer un Grand Tour al continent.

## Carrera política
El 1715 va ingressar a la House of Commons com a Lord Stanhope.
El seu primer discurs va ser juvenil, fluid i dogmàtic. Chesterfield va abandonar la Cambra dels Comuns amb una profunda reverència i va marxar cap al continent. Des de París va enviar informació valuosa al govern sobre la trama jacobita i el 1716 va tornar a Gran Bretanya, va reprendre el seu càrrec i va participar en els debats. En aquell any va començar la disputa entre el rei i el seu fill Jordi, el príncep de Gal·les (el futur George II). Es va mantenir fidel al príncep, tot i que era massa prudent per trencar completament amb el partit del rei. Va mantenir amistats amb l'amant del príncep, Henrietta, comtessa de Suffolk, i va mantenir una correspondència amb ella, cosa que li va valer l'odi de  Princesa de Gal·les.
El 1728 va ser enviat a La Haia com a ambaixador. El seu tacte i temperament, la seva destresa i discriminació, li van permetre fer un bon servei, i va ser recompensat per fer-se amic de Robert Walpole, va ser nomenat cavaller de l'Orde de la Lligacama el 1730. i Lord Steward. Va negociar el segon Tractat de Viena el 1731, obrint el camí a una aliança anglo-austríaca, i l'any següent, la seva salut i fortuna es van agreujar, va renunciar com a ambaixador i va tornar al Regne Unit.
Va ser un dels fundadors de Foundling Hospital. El 1741 va signar la protesta pel cessament de Walpole i va marxar a l'estranger per la seva salut. Va visitar Voltaire a Brussel·les i va passar un temps a París, on va assistir a Claude-Prosper Jolyot de Crébillon,  Fontenelle i Montesquieu.

## Matrimoni
El 14 de maig de 1733 es va casar amb Melusina von der Schulenburg, la filla il·legítima de George I de Gran Bretanya i Melusina von der Schulenburg. No van tenir fills.
Va tenir un fill amb Madelina Elizabeth du Bouchet:
- Felip (1732-1768)

El 5 de setembre de 1733 va adoptar el fill del seu cosí, Philip Stanhope (1755-1815), com a hereu del títol i de les possessions. Va deixar als seus nebots Carles (1761-1845) i Felip (1763-1801), fills del seu fill il·legítim Felip, amb uns ingressos de 100 lliures cadascun i 10.000 lliures addicionals entre ells.

## Mort
Va morir el 24 de març de 1773 a Chesterfield House, a Londres.

## Llegat

### En la literatura
Dècades després de la seva mort, Lord Chesterfield apareix com a personatge a la novel·la The Virginians (1857), de William Makepeace Thackeray, i s'esmenta a la novel·la Barnaby Rudge: A Tale of the Riots of Eighty (1841), de Charles Dickens, on el popular Sir John Chester diu que Lord Chesterfield és el millor escriptor anglès:
"Shakespeare era, sens dubte, molt bo a la seva manera; Milton bé, encara que prosy; Lord Bacon profund, i decididament coneixedor; però l'escriptor que hauria de ser l'orgull del seu país és el meu Lord Chesterfield."

### Llocs
Al Regne Unit, el quart comte de Chesterfield va donar el seu nom a Chesterfield Street, Mayfair, Londres, que va des del carrer Curzon, lloc de l'antiga Chesterfield House; als EUA, el seu nom ha estat donat al comtat de Chesterfield, Virgínia i al comtat de Chesterfield, Carolina del Sud.